# Rosneath
Rosneath (Ros Neimhidh in lingua gaelica scozzese) è una località della Scozia, situata nell'area di consiglio di Argyll e Bute.